# Die Vampirschwestern
Die Vampirschwestern (no Brasil, As Irmãs Vampiras) é um filme infantojuvenil de fantasia e comédia alemão dirigido por Wolfgang Groos e teve sua estreia em 27 de dezembro 2012. No Brasil estreou em 5 de janeiro de 2014. Foi baseado no romance série de Franziska Gehm.

## Sinopse
Mudar de cidade não é nada fácil. Ainda mais quando estamos muito habituados ao lugar onde moramos. As gêmeas, Dakaria e Silvânia, estão passando por isso. Mas não se trata de uma simples mudança – pra quem nasceu na Transilvânia isso pode ser bastante complicado. Elas vão tentar, então, levar uma vida ‘normal’ numa cidade pequena. Mas como, sendo vampiras? Pra isso elas terão que encarar a nova realidade e esconder seus lados sangrentos. Isto significa – nada de superpoderes, nada de dormirem penduradas no teto nem durante o dia. Mas, mesmo sendo gêmeas, Dakaria e Silvânia são muito diferentes. E essa nova vida vai trazer a tona diferenças. Daka quer voltar para a Transilvânia, enquanto Silvânia quer ter uma vida comum, como todos os colegas que vão à escola, são descolados e têm sempre uma paquera. Mas nada é muito tranquilo, nem o primeiro dia de aula, para quem nasceu na Transilvânia. O bom mesmo era ter uma amiga para ajudá-las a descobrir os mistérios e as curiosidades desse mundo.

## Estreias Internacionais
| País          | Estreia                | Título                  |
| ------------- | ---------------------- | ----------------------- |
| Alemanha      | 27 de Dezembro de 2012 | Die Vampirschwestern    |
| Austrália     | 24 de Dezembro de 2012 | Die Vampirschwestern    |
| Brasil        | 5 de Janeiro de 2014   | As Irmãs Vampiras       |
| Argentina     | 15 de Setembro de 2013 | Las hermanas vampiresas |
| Turquia       | 20 de Setembro de 2013 | Vampir Kiz Kardesler    |
| Bélgica       | 7 de Agosto de 2013    | Vampierzusjes           |
| Suécia        | 16 de Abril de 2013    | Vampyrsystrar           |
| França        | 6 de Outubro de 2013   | Les soeurs de vampire   |
| Estónia       | 26 de Julho de 2013    | Vampiir õde             |
| Países Baixos | 7 de Agosto de 2013    | Vampierzusjes           |
| Polónia       | 24 de outubro de 2014  | Siostry wampirki        |